# Vânători (Vrancea)
Vânători è un comune della Romania di 5 848 abitanti, ubicato nel distretto di Vrancea, nella regione storica della Moldavia. 
Il comune è formato dall'unione di 7 villaggi: Balta Raței, Jorăști, Mirceștii Noi, Mirceștii Vechi, Petrești, Rădulești, Vânători.